# Igor Matovič
Igor Matovič, född 11 maj 1973 i Trnava i dåvarande Tjeckoslovakien, är en slovakisk politiker. Han var Slovakiens premiärminister från 21 mars 2020 till 1 april 2021. Sedan 1 april 2021 är han Slovakiens finansminister.
Matovič studerade vid Comeniusuniversitetet och var därefter verksam som företagare i förlagsbranschen. Efter giftermål förde han över ägarskapet av företaget till sin fru 2010, och började samma år engagera sig politiskt.
Han grundade rörelsen Obyčajní ľudia (Vanligt folk), med korruptionsbekämpning som linje och politiskt till mitten/höger (politiskt parti bildat 2011). Han blev ledamot av Slovakiens parlament nationalrådet efter valet 2010, som en av fyra kandidater i dåvarande fraktionen Obyčajní ľudia inom partiet Sloboda a Solidarita ("Frihet och solidaritet", bildat 2009).
Hans antikorruptionskampanj har utmärkts av "PR-trick för att belysa påstådd politisk korruption", särskilt med fokus på privilegier inom parlamentet samt mutor. Han blev återvald som parlamentsledamot vid valet 2020. Hans parti erhöll då tillräckligt många mandat för att kunna bilda en koalitionsregering med tre andra mitten- och högerpartier. Matovičs val av ministrar till regeringen blev godkända av president Zuzana Čaputová och han utnämndes till premiärminister den 21 mars 2020.
I mars 2021 uppstod en regeringskris till följd av Matovičs sätt att hantera covid-19-pandemin. I syfte att snabba på vaccinationerna i Slovakien tecknade Matovič på egen hand avtal att köpa in vaccinet Sputnik V från Ryssland, utan att informera sina koalitionspartner, trots att det inte godkänts av Europeiska läkemedelsmyndigheten (EMA) eller den slovakiska läkemedelsmyndigheten. Efter att flera ministrar lämnade regeringen i protest meddelade Matovič sin avgång som premiärminister. 1 april 2021 tillträdde hans partikollega Eduard Heger posten som premiärminister, medan Matovič ersatte Heter på finansministerposten.